# Domenico Gambino

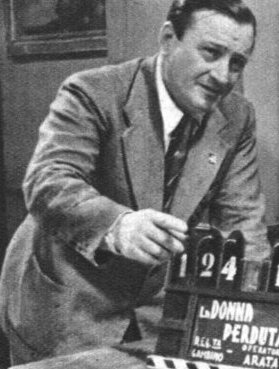
Domenico Gambino

Domenico Bartolomeo Maria Gambino (* 17. Mai 1890 in Turin; † 16. April 1968 in Rom) war ein italienischer Schauspieler und Filmregisseur.

## Leben
Gambino begann seine darstellerische Tätigkeit im Zirkus, dann im Dialekttheater Turins. 1909 gelangte er als Double zum Film und spielte in den Grotesken um die Figur „Cretinetti“ des Schauspielers und Regisseurs André Deed die weiblichen Parts (wie damals nicht unüblich). In der Folge entwickelte er eine eigene komische Figur, „Saltarelli“, die er in den Jahren 1911 bis 1913 im Film und auf Bühnen verfeinerte. Daneben spielte er auch in anderen Kinowerken, so für Giovanni Pastrone in z. B. Cabiria, arbeitete als Stuntman und Berater für komische Szenen. Nach Unterbrechung seiner Laufbahn durch den Ersten Weltkrieg gründete Gambino die „Delta Film“ und brachte erstmals seine bekannteste Figur auf die Leinwand, „Saetta“, die er ihn zahlreichen Sensationsfilmen interpretierte, in denen er auf andere berühmte Charaktere traf, so Sherlock Holmes, Goliath oder Maciste. Einige dieser Filme inszenierte er nun auch selbst. Eine 1920 eigens für diese Filme gegründete Produktionsfirma gab er nach drei Filmen wieder auf.
Als das Italien der Fascisti von Gambino einen Saetta fascista verlangte, verweigerte sich der Künstler und ging 1928 nach Deutschland, wo er allerdings nur drei Filme machte, und in die Tschechoslowakei. 1935 kehrte er nach Italien zurück und spielte für Giuseppe Guarino in dem selbstgeschriebenen Un bacio a fior d'acqua; auch führte er in mehreren Werken Regie. Nach dem Zweiten Weltkrieg hatte er nur noch selten Gelegenheit zur Darstellung seines Talentes; neben wenigen Rollen für andere Filmemacher drehte er noch drei Filme als Regisseur, die zwar dekorativ gemacht, aber künstlerisch nicht mehr von Interesse waren.
Gambino war mit Rosa Cirillo verheiratet und danach der Lebensgefährte von Pina Majelli. Sein Sohn Jacky Gambino war ebenfalls Schauspieler.

## Filmografie (Auswahl)

### Schauspieler
- 1911: Saltarelli ha preso un bagno nel caucciù
- 1914: Cabiria
- 1920: Saetta
- 1929: Ich hab' mein Herz im Autobus verloren
- 1936: Un bacio a fior d'acqua

### Regie
- 1917: La spirale della morte
- 1928: Die letzte Galavorstellung des Zirkus Wolfsohn
- 1929: Ich hab' mein Herz im Autobus verloren
- 1939: Lotte nell'ombra (auch Drehbuch)
- 1941: Zum schwarzen Panther (La pantera nera)
- 1954: La Luciana